# Gran mesquita de Perpinyà
La Gran Mesquita de Perpinyà és la mesquita musulmana més gran de Perpinyà, situada a Perpinyà Nord. Es va inaugurar el 8 de desembre de 2006 i té un espai de 850m² de pregària. Ha estat vandalitzada en diverses ocasions amb pintades el 2016.
Està situada al capdamunt del carrer d'Étienne Bobo, al sector més nord-oest de l'Alt Vernet, ran mateix de l'autovia D - 900, al costat de l'arrencament de la sortida d'aquesta autovia cap al carrer de Jean Perrin, entrada nord-oest de l'Alt Vernet.
L'associació Assate va comprar el 2015 a l'Ajuntament de Perpinyà un terreny al barri de Malloles, al sud de la ciutat, per construir la segona mesquita de Perpinyà, que amb 1000 m² serà la més gran de tota la Catalunya Nord.